# Barriera di separazione tra Ungheria e Serbia

La barriera di separazione tra Ungheria, Serbia e Croazia.

La barriera di separazione tra l'Ungheria e la Serbia e la Croazia è una recinzione di rete metallica costruita a partire dal luglio 2015, lungo il confine tra l'Ungheria, la Serbia e la Croazia per respingere gli immigrati in arrivo dai Balcani.

## Storia e descrizione

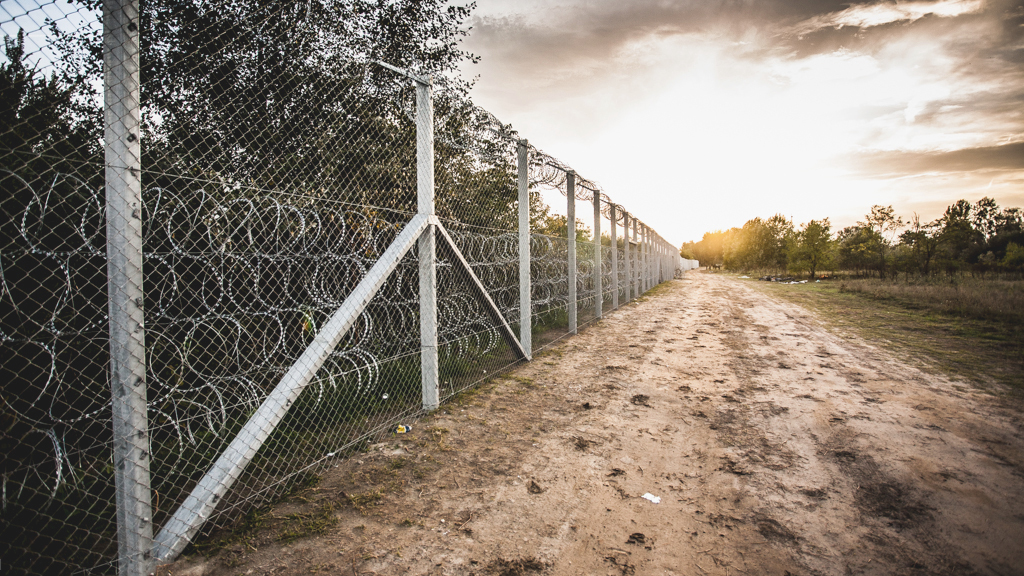
Barriera di confine serbo-ungherese-croato

Il Governo ungherese ha deciso di installare questo dispositivo nell'ambito della crisi migratoria in Europa del 2015 (come analogamente fatto in altri paesi vicini durante lo stesso periodo), sostenendo che l'Unione europea non stesse adottando le misure necessarie per contenere il massiccio flusso di migranti che stavano arrivando illegalmente nello Spazio Economico Europeo attraverso il confine serbo-ungherese e serbo-croato in quei mesi. Numerose polemiche sono arrivate sia dall'Unione europea che da varie ONG in seguito all'inizio della costruzione.

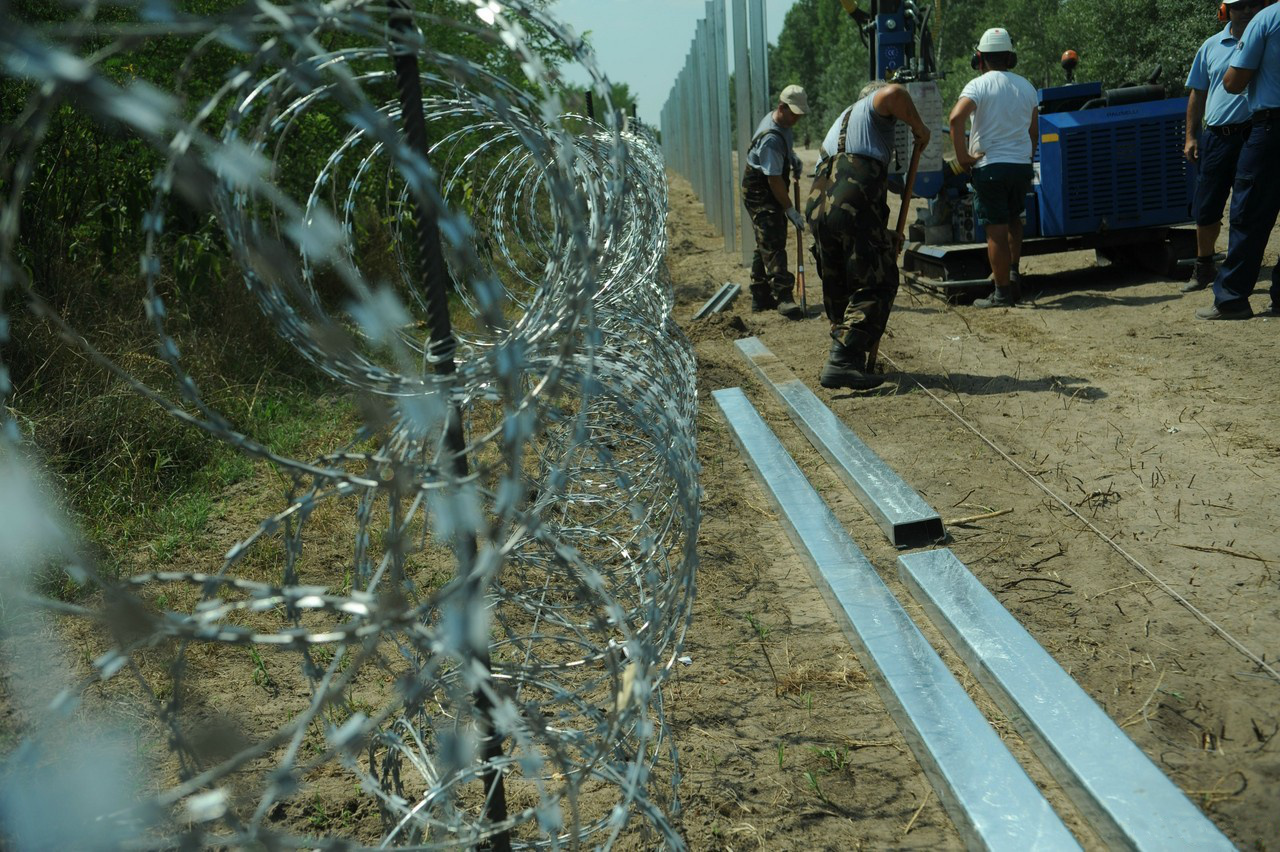
Costruzione della barriera

Costruita dall'esercito e dai disoccupati, questa barriera di filo spinato e lamette è alta circa 3,5 metri e lunga 523 chilometri, estendendosi lungo tutto confine serbo e croato. Il muro è stato costruito in varie fasi che sono durate fino al 2017.
Voluta dal premier ungherese Orbán che ha esteso la barriera (in origine presente solo lungo il confine con la Serbia) anche lungo il confine con la Croazia, in seguito alla decisione di quest'ultima di lasciare passare liberamente i migranti sul suo territorio. Furono proposte delle idee per creare delle barriere anche con la Romania e l'Ungheria si offrì di aiutare essa stessa a costruirne una anche sul proprio confine. Ha aggiunto anche che i migranti vogliono recarsi principalmente in Germania e nei paesi nordici e che il compito dell'Ungheria è solo quello di registrarli e identificarli.